# 姚家镇 (剑阁县)
姚家镇，原为姚家乡，是中华人民共和国四川省广元市剑阁县下辖的一个乡镇级行政单位。2020年5月，撤销姚家乡、北庙乡，设立姚家镇，以原姚家乡和原北庙乡石桥村、钟岭村、水井村、孤玉村、明兴村所属行政区域为姚家镇的行政区域。

## 行政区划
姚家镇下辖以下地区：
向阳社区、团结村、柳场村、银溪村、天字村、元宝村、繁荣村、高台村、关刀村和立前村。